# Monkey Island
 (décembre 2014).
Si vous disposez d'ouvrages ou d'articles de référence ou si vous connaissez des sites web de qualité traitant du thème abordé ici, merci de compléter l'article en donnant les références utiles à sa vérifiabilité et en les liant à la section « Notes et références ».
Monkey Island est une série de jeux vidéo d'aventure créée par LucasArts (alors appelée LucasFilm Games). Le créateur de l'univers de Monkey Island et ses personnages est Ron Gilbert, qui est le chef de projet sur les deux premiers opus, mais ne participe pas aux troisième et quatrième épisodes. Un cinquième opus, développé par Telltale Games sous forme de cinq épisodes, est publié de juin à décembre 2009. Le sixième jeu, marquant le retour du créateur original, est sorti en 2022.

## Univers

### Contexte
Monkey Island se déroule au XVIIe siècle, du temps de la piraterie, dans les Caraïbes et dans l'île de Mêlée.
Malgré ce contexte, la série comporte de nombreux anachronismes, du fait du genre humoristique des jeux. Ces anachronismes, si l'on se cantonne à l'œuvre de Ron Gilbert seule, peuvent également être interprétés comme les indices conduisant à la conclusion de l'opus 2.

### Géographie
- Selon les 2 premiers épisodes : La géographie de l'archipel dans lequel se déroulent les aventures de Guybrush est plus ou moins explicitée dans chaque épisode. Le principal lieu de l'aventure est l'Archipel des Trois Îles, composé de Phatt, Booty et Scabb. Mêlée est située à proximité. Dans ces épisodes, l'île aux Singes (Monkey Island) est réputée introuvable. L'île de Dinky est à proximité de la forteresse de LeChuck (Monkey Island 2) et est reliée à l'île aux Singes par un système de passages souterrains.
- Selon l'ensemble des épisodes : Les îles de Lucre, Jambalaya et l'Atoll ondulé sont tout près de Mêlée. Il y a aussi à proximité de cet archipel le golfe de Mélange, qui abrite le Rocher de Gelato et Floatsam Island. Plunder Island, Blood Island et Skull Island sont situées à proximité de la plus importante île des jeux : Monkey Island, où Guybrush passe à chaque épisode.

#### Mêlée Island
Mêlée est sans aucun doute l'île la plus connue de toutes les Caraïbes et ce pour plusieurs raisons. Tout d'abord, le gouverneur Elaine Marley a fait du manoir de l'île sa résidence principale. Ensuite, LeChuck y fera des visites régulières, notamment pour enlever Elaine. Guybrush Threepwood y commencera son aventure, et le siège de Vaudoo International se trouve au milieu de la ville.
Par un curieux hasard, l'île est constamment plongée dans le noir. Cela ne semble déranger personne, et ce n'est qu'un prétexte pour les pirates pour continuer de s'enivrer encore et encore. Dans cette optique, le Scumm Bar est l'endroit idéal; véritable réserve de grog, il fut tout d'abord quartier général du conseil des pirates, seul habilité à décréter qui peut ou ne peut pas être un pirate. Il sera par la suite propriété d'Ignace Frometon avant d'être racheté et transformé en Lua Bar, bar à thème hawaïen où l'on sert du poisson cru sur des tapis roulants (comme dans un bar à sushi).
Stan avait également choisi l'île pour fonder un commerce, les « bateaux d'occase tout neufs », proposant des navires de plus ou moins bonne qualité à des prix défiant toute concurrence et abritant un distributeur automatique de grog, sujet de plusieurs gags de la série. Stan parti, le commerce sera repris par une femme obèse, la capitaine du port.
L'île est composée d'une grand forêt labyrinthique où il est difficile de se repérer. Mystérieusement, il existerait un moyen de relier cette forêt avec la crypte de l'île du Sang (Blood Island). Au centre de la forêt se trouve la cabane de Carla, la Reine du Sabre de l'île de Mêlée, ancien compagnon d'arme du Capitaine Smirk. La dernière attraction est l'île de Hook, reliée à Mêlée par un curieux filin. On y trouve un cabanon habité par Meathook, un pirate borgne et à deux crochets, gardant précieusement une créature immonde ; lui survivre constitue une épreuve de courage que Meathook considère comme exceptionnelle.

#### Monkey Island
Il s'agit de l'île mystérieuse qui a donné son nom à la série entière. Repaire du pirate fantôme LeChuck, c'est un endroit mystérieux que l'on ne peut atteindre que par l'intermédiaire d'un typhon vaudou. Peu nombreux sont ceux qui ont pu fouler le sable de l'île ; outre LeChuck et son armée démoniaque, on peut y trouver Herman Toothrot, un ermite échoué par hasard sur l'île avec un compagnon mort entre-temps (selon les versions, il cherchait l'île à bord du Singe des Mers ou a été poussé dans le fameux typhon par Ozzie Mandrill), une tribu de cannibales devenus végétariens — qui quitteront l'île pour rejoindre l'île du Sang — Guybrush Threepwood et son équipage (composé de Carla, Otis et Meathook), un prêtre-fantôme et des singes.
Leur présence est en réalité le centre de l'absurde de l'existence de l'île, car comme le mentionne Guybrush dans le premier épisode, il n'y a pas de singes aux Caraïbes. Cela n'empêche pas d'y trouver une forte proportion de macaques, de chimpanzés et même une variété unique, le singe à trois têtes. À noter qu'au moins deux autres personnages ont pu atteindre l'île, le Capitaine Dread (dans LeChuck's Revenge) et son navigateur, qui a servi de base pour une boussole sophistiquée aux cannibales. On dit qu'il est impossible de s'enfuir de l'île aux Singes, pourtant Guybrush y parviendra à quatre reprises : à la fin du premier épisode, au début et à la fin du troisième et à la fin du quatrième opus. Carla, Otis et Meathook parviendront également à s'enfuir une fois, mais avec énormément de difficulté semble-t-il, même si l'on ne saura rien du « comment ». Cette expérience a semble-t-il été fort traumatisante, surtout pour Otis qui ne peut plus supporter de voir un singe.
Topographie de l'île
La topographie de l'île évoluera selon les épisodes, et des aménagements divers y seront même effectués pour la rendre plus « accueillante ».
The Secret of Monkey Island
La découverte de l'île aux Singes constitue, avec la mort du pirate LeChuck, le grand objectif du jeu. Guybrush Threepwood arrive sur l'île embarqué à bord du Singe des Mers, seul navire à avoir jamais pu faire la traversée (pilotée par des singes néanmoins au retour ; on apprendra que c'est Herman Toothrot qui l'enverra en éclaireur) avec Otis, Carla et Meathook ; il atteindra l'île par accident après avoir préparé une potion vaudou. L'île a grossièrement la forme d'une croix, traversée d'Ouest en Est par une chaîne montagneuse infranchissable avec un promontoire à l'Ouest, refuge d'Herman et un pic à peu près au centre de l'île que l'on peut escalader et où se trouvent de curieuses formations rocheuses instables. Non loin de là, coulent une cascade et une rivière dont le cours se poursuit vers le Sud jusqu'à un lac. Une faille se trouve également dans cette zone. Le Nord de l'île se démarque principalement par la présence du village des indigènes cannibales. Enfin, l'Est accueille la Tête de Singe Géante.
Il s'agit d'une tête de singe sacrée que vénèrent les cannibales ; ils l'ont ainsi protégée par une haute barrière fermée par un système secret et entourée par des totems et des idoles. Afin d'ouvrir la grande tête, il convient d'avoir une clé en forme de coton-tige qu'il faut insérer dans l'oreille gauche de l'idole. La tête est en réalité l'entrée vers une série de couloirs complexes où coule en contrebas une rivière de lave, la roche parsemée de morceaux de corps humains. Au fin fond de cet enfer, se trouve le repaire du pirate LeChuck et la crique de lave où il mouille son navire spectral.
LeChuck's Revenge
L'île aux Singes est absente de cet épisode, puisqu'on ne la foule pas réellement ; si l'on s'en tient à l'hypothèse ne considérant que les deux premiers épisodes (voir la section Le secret de l'île aux Singes pour plus de détails), on ne l'aperçoit jamais. Si l'on considère l'ensemble des épisodes, on apprend que l'île Dinky est reliée à l'île aux Singes par une série de souterrains qui finissent par aboutir au carnaval de Big Whoop (voir partie suivante).
Le carnaval de Big Whoop
Dans le troisième épisode The Curse of Monkey Island, Guybrush revient sur l'île aux Singes dans les deux derniers actes et plus spécialement aux alentours de la tête de singe géante. L'entrée de l'enfer, ou Big Whoop selon cette chronologie a été aménagée en parc d'attractions gigantesque, le Carnaval de Big Whoop dont l'attraction principale reste le grand parcours de montagnes russes qui passe par les laves des cavernes infernales. Les pirates venant se détendre dans le parc finissent tous par être transformés en squelettes morts-vivants, et rejoignent ainsi l'armée de LeChuck.
Le parc court sur toute la partie orientale de l'île, et on peut y trouver toutes sortes d'attractions tels que des jeux d'adresse ou une loterie, ainsi que des boutiques comme des vendeurs de glace. Si l'ambiance est festive, il s'agit d'une apparence afin de mieux attirer les crédules. Dans cette optique, il semble être devenu facile pour quiconque d'atteindre l'île auparavant inaccessible. Le parc fonctionne grâce à des dynamos « singe-électrifiés », c’est-à-dire grâce à l'énergie mécanique des singes qui pédalent sur des vélos, produisant ainsi l'énergie du parc.
Escape from Monkey Island
Dans cet épisode, l'île a subi de profondes modifications. Le village des cannibales a été déserté par ces derniers à la suite du vacarme provoqué par le Carnaval de Big Whoop et a été investi par des singes guidés par Jojo, un primate à l'intelligence et à la parole humaine (dans le deuxième épisode de la saga, Guybrush enlève un singe pianiste aussi du nom de Jojo et s'en sert comme clef à molette sur l'île de Phatt). Le Carnaval a été détruit après que LeChuck est sorti de sa prison de glace que Guybrush avait créée, ne laissant plus que la Tête de Singe, sans barrières ni idoles. On apprend dans cet épisode que la tête est en argent massif (bien qu'elle fût jaunâtre dans le premier opus).
La chaîne montagneuse a disparu, écroulée à cause de la colère de LeChuck ; cela a déclenché l'activité du volcan sur la partie ouest de l'île (qui était avant éteint et d'où coulait de l'eau). La lave de ce dernier coule en continu, alimentée sans doute par les fleuves des cavernes des enfers. Une église a été fondée non loin de là, dirigée par un prêtre-fantôme qui idolâtre LeChuck comme un dieu. Il est capable de célébrer des mariages de zombies, les époux voyageant à bord d'une barque rose sur les traînées de lave. Au sud de l'île est apparue une falaise, percée de trous et de couloirs où l'on peut s'amuser à faire rouler des rochers. Enfin, une vallée, peut-être la faille d'origine qui s'est agrandie, a servi à la création d'une mine menant à une machine complexe.

### Personnages récurrents

#### Personnages principaux
Le jeu fonctionne sur la lutte permanente entre trois protagonistes : Guybrush Threepwood, le héros de la série à proprement parler est le personnage dirigé par le joueur ; LeChuck, pirate mort-vivant et principal antagoniste de la série ; et Elaine Marley, dont sont amoureux Guybrush et LeChuck mais sans réciprocité pour ce dernier. C'est parce que Guybrush libèrera Elaine, enlevée par LeChuck dans le premier épisode, que ce dernier cultivera une haine profonde envers lui, cherchant à tout prix à se venger (voir les parties consacrées aux personnages pour plus d'informations).

#### Personnages secondaires
Outre ces trois protagonistes, la série fait intervenir régulièrement trois personnages :
- Stan, la caricature même du vendeur, qui change à chaque opus de secteur (vente de bateaux d'occasion, de cercueils d'occasion, d'assurances-vie, de multipropriétés, de souvenirs et même avocat) et qui escroque invariablement Guybrush (ou se fait escroquer par lui) ;
- Lady Vaudou, une prêtresse qui conseille Guybrush grâce à ses pouvoirs vaudou ;
- Herman Toothrot, un naufragé qui vit sur l'île aux Singes.

#### Personnages importants et/ou récurrents
Enfin, des personnages qui apparaissent au cours d'un ou deux épisodes peuvent être importants pour l'intrigue. On peut ne pas les revoir nécessairement tout au long de l'épisode :
- Carla, la Reine du Sabre de l'île de Mêlée, ancienne amie du capitaine Smirk (The Secret of Monkey Island, Escape from Monkey Island, Return to Monkey Island). La vaincre constitue une des trois épreuves pour devenir pirate (premier opus). Elle accompagnera Guybrush vers l'île aux Singes, puis dans ses aventures sur l'île de Lucre et l'île de Jambalaya. Enfin, elle est gouverneur de l'île de Mêlée dans le dernier opus ;
- Otis, un pirate pacifique se retrouvant souvent en prison (The Secret of Monkey Island, Escape from Monkey Island, Return to Monkey Island). Tout comme Carla, il accompagnera Guybrush lors de ses voyages ;
- Meathook, un pirate borgne à deux crochets, chauve et mutilé par une créature affreuse (The Secret of Monkey Island, Escape from Monkey Island). Il accompagnera Guybrush, Carla et Otis sur l'île aux Singes mais deviendra peintre sur cire à son retour ;
- Largo LaGrande, l'ancien associé de LeChuck (Monkey Island 2). Il permettra au cadavre de LeChuck de reprendre vie ;
- Wally B. Feed, un cartographe myope et peureux (Monkey Island 2, The Curse of Monkey Island, Return to Monkey Island) ; il identifiera l'île où se trouve le trésor du Big Whoop avant d'être enrôlé de force dans l'armée de LeChuck ;
- Murray, un crâne parlant qui rêve de devenir maître du monde (The Curse of Monkey Island, Escape from Monkey Island, Tales of Monkey Island , Return to Monkey Island)
- René Rottingham, présent dans le 3e opus. Il apparaît d'abord au salon des barbiers pirates pour se faire couper les cheveux, mais il deviendra chauve et essayera de voler la carte de l'île du Sang à Guybrush ;
- Tête-de-citron (ou Lemonhead), indigène cannibale sculpteur d'idole et grand prêtre (The Secret of Monkey Island, The Curse of Monkey Island). Il habitait auparavant l'île aux Singes avec sa tribu de cannibales-végétariens, mais émigrera sur l'île du Sang quand LeChuck construira son parc d'attractions ;
- Ozzie Mandrill, australien, promoteur immobilier de métier (Escape from Monkey Island). Il rêve de mettre fin au monde de la piraterie pour le transformer en paradis touristique et « achète » les îles des Caraïbes au moyen des combats d'insultes ;
- Morgan LeFlay, chasseuse de pirate et fan de Guybrush (Tales of Monkey Island).

## Liste des jeux
La série des Monkey Island compte six épisodes. Les deux premiers opus sont remastérisés en 2009.
- The Secret of Monkey Island (1990, Amiga, PC, Atari ST, Mega-CD)
  - The Secret of Monkey Island: Special Edition (2009, PC, PS3, XBOX 360, iPhone, Android)
- Monkey Island 2: LeChuck's Revenge (1991, Amiga, PC, Mac)
  - Monkey Island 2 Special Edition: LeChuck's Revenge (2010, PC, PS3, XBOX 360, Android)
- The Curse of Monkey Island (1997, PC)
- Escape from Monkey Island (2000, PC, Mac, PS2)
- Tales of Monkey Island (2009, PC, PS3, Wiiware)
- Return to Monkey Island (2022, PC, Nintendo Switch)

Les trois premiers épisodes sont des jeux de point'n click ; le quatrième abandonne l'utilisation de la souris pour la 3D à l'instar de Grim Fandango, dont il reprend le même moteur de jeu. La série, commencée en 1990 avec The Secret of Monkey Island, connaîtra un très grand succès, notamment avec Monkey Island 2: LeChuck's revenge et ses graphismes très travaillés, dignes d'un dessin animé (256 couleurs à l'époque). Dans cette série qui deviendra une référence en matière de jeux d'aventure, le joueur incarne un parfait anti-héros, un pirate raté nommé Guybrush Threepwood. Chaque épisode se déroule sur des îles imaginaires des Caraïbes sans référence temporelle précise. Le cinquième sera un point'n click comme les trois premiers mais sous format de cinq épisodes téléchargeables à un mois d'intervalle.
Le succès de la série provient d'un mélange d'humour, d'aventure et d'énigmes, le tout orchestré comme une super-production hollywoodienne. L'humour repose principalement sur l'absurdité des situations, de nombreux anachronismes et références culturelles contemporaines et des personnages très stéréotypés. Dans chaque épisode, Guybrush doit réussir à vaincre ses opposants (généralement le fantôme LeChuck) au travers d'une succession d'énigmes (Voir les parties correspondant aux jeux pour plus de détails sur les intrigues).
Monkey Island fut le premier jeu d'aventure non bloquant, c'est-à-dire où le joueur ne peut arriver à un état qui l'empêche de finir le jeu, et sans mort, c'est-à-dire sans risque de perdre son personnage (un easter egg permet de mourir, mais il est difficile d'en subir les conséquences en jouant normalement). Ces deux caractéristiques garantissent donc au joueur de ne jamais devoir recommencer le jeu du début ou d'une précédente sauvegarde. Depuis, la plupart des jeux d'aventures adhèrent à ces deux principes.
Le 15 juillet 2009, LucasArts sort une version remastérisée du premier opus sur les plateformes PC et Xbox 360. Outre l'amélioration graphique et sonore du titre, il est possible de basculer à tout moment vers la version originale du jeu. Le basculement vers la version originale n'est disponible qu'en version anglaise. Cette version est le premier jeu en téléchargement chez LucasArts.
Le 7 juillet 2010, le second opus remastérisé, Monkey Island 2 Special Edition: LeChuck's Revenge, est téléchargeable chez LucasArts sur les mêmes supports que le premier et propose le même type d'améliorations graphiques ainsi que le passage de l'ancienne à la nouvelle version en temps réel.
Depuis le rachat de Lucasfilm en 2012 par Disney, l'avenir de la série est incertain. Ron Gilbert a exprimé son envie de faire une suite à Monkey Island 2 qu'il appellerait Monkey Island 3 en rachetant les droits de la série. Le 15 mai 2018, les fans de Monkey Island' ont lancé une pétition pour que Disney vende les droits à son créateur, droits détenus par LucasArts.
Le sixième volet, Return to Monkey Island, est finalement annoncé officiellement en avril 2022 par Ron Gilbert. Il est développé via son studio de développement Terrible Toybox et édité par Devolver Digital et Lucasfilm Games, entretemps ressuscité par Disney et ayant repris sa première dénomination. Le jeu est sorti le 19 septembre 2022 sur PC et Nintendo Switch. Plusieurs créateurs originels de Monkey Island sont impliqués dans le projet, notamment Michael Lang et Dave Grossman. La question de sa place dans la chronologie reste à résoudre.
Un crossover entre Monkey Island et Sea of Thieves intitulé The Legend of Monkey Island est annoncé pour le 23 juillet 2023 . Rare a annoncé sa collaboration avec Lucasfilms Games pour introduire l'univers de Monkey Island (qui a aussi servi d'inspiration pour Sea of Thieves) dans le jeu le 11 juin 2023. Monkey Island sera, après Pirates des Caraïbes, le second univers pirate fictif à être introduit dans Sea of Thieves.

## Analyse

### Le secret de l'Île aux Singes
(avril 2022).
- Si vous ne connaissez pas le sujet, laissez ce bandeau (vous pouvez alors contacter les auteurs).
- Si vous supprimez le contenu mis en cause (vous pouvez préalablement contacter les auteurs),

argumentez précisément cette suppression dans la page de discussion
(un manque de référence n'est pas un argument ; une recherche réelle de référence doit avoir été effectuée, être formellement documentée).
Au cours de la série, la question du « vrai » secret de l'île aux Singes se pose de façon récurrente. Selon que l'on s'arrête au récit mis en œuvre par Ron Gilbert (épisodes 1 et 2) ou que l'on intègre les opus suivants, différentes interprétations sont possibles : totalement secondaire dans le premier cas, centrale dans le second.
Il s'agit de la question posée par le titre du premier épisode. La question d'un « secret » de l'île aux Singes n'est jamais formellement énoncée. Ce secret peut être simplement l'existence du royaume souterrain où se trouve LeChuck.
Dans Monkey Island 2, lorsque Guybrush demande à LeChuck ce qu'est ce secret, celui-ci lui répond : « Tu le sauras bien assez tôt ». Cependant, il faut noter qu'excepté au cours dudit dialogue, il n'est pas question d'île aux Singes dans cet opus, et nul ne foule a priori son sol (le lien entre l'île Dinky et l'île aux Singes n'est explicité que dans l'opus suivant, que l'on peut considérer ou non comme canonique).
Néanmoins, dans le troisième épisode, durant l'interrogatoire conduit au début la partie V (Le baiser du Singe-Araignée), on apprend que LeChuck ignore totalement ce qu'est ce secret, mais qu'il sait que celui-ci est « bien gardé par les indigènes de l'île ».
Enfin, le quatrième épisode peut sembler apporter une réponse le secret de l'île aux Singes pouvant être que la statue de tête de singe est en réalité une machine géante. Dans Escape from Monkey Island, le quatrième acte (Retour vers l'enfer, en référence à l'acte III du premier épisode) se termine en effet par une découverte : la tête de singe géante que l'on croyait n'être que l'entrée vers les enfers cache en réalité un mécanisme complexe dissimulant un robot de singe mécanique géant, fonctionnant à la lave et grâce aux singes, qui permet de grandes prouesses. À noter que, pour l'activer, il faut utiliser la même procédure que pour fabriquer l'insulte suprême (un corps d'homme en or, une tête de singe en argent, un chapeau en bronze et le sceau officiel de l'île de Mêlée), ce qui suggère que l'insulte suprême pourrait également être part du « secret de l'île aux Singes ».

### L'hypothèse du fantasme enfantin
(avril 2022).
- Si vous ne connaissez pas le sujet, laissez ce bandeau (vous pouvez alors contacter les auteurs).
- Si vous supprimez le contenu mis en cause (vous pouvez préalablement contacter les auteurs),

argumentez précisément cette suppression dans la page de discussion
(un manque de référence n'est pas un argument ; une recherche réelle de référence doit avoir été effectuée, être formellement documentée).
Cette hypothèse du fantasme enfantin ne fonctionne que si on ne considère que les deux premiers épisodes de la série, c'est-à-dire les deux épisodes conçus par le scénariste original Ron Gilbert. Il conviendrait donc de considérer les troisième et quatrième opus comme des greffons, pensés a posteriori pour donner une suite tant attendue à cette série pleine de succès après le départ de Ron Gilbert de LucasArt, hypothèse appuyée par l'absence totale de continuité entre la fin de Monkey Island 2 et The Curse of Monkey Island. Toutefois, Ron Gilbert serait seul habilité à dire si oui ou non son intention était bel et bien de raconter l'histoire ainsi.
La conclusion de l'épisode 2 considère en effet les deux premiers tomes comme les rêveries de Guybrush, perdu dans un parc à thème l'immergeant dans le monde des pirates lors d'une visite en famille. On imagine alors que Guybrush s'invente une aventure où il se battrait en pirate courageux contre son frère "tyrannique" pour l'amour de cette Gouverneur-Maman tant chérie (voir plus bas), remplaçant les combats d'épée en joute de jurons enfantins, se mesurant avec d'autres pirates dans des concours de crachats, tout cela sur fond de boissons alcoolisées diaboliques (auxquelles à aucun moment il ne touche), de magie vaudou édulcorée, jusqu'à ce que le rêve s'étiole, petit à petit, dans les coursives interdites d'une attraction. Cette vision a pour mérite de ne pas souffrir des incohérences scénaristiques, des mélanges d'histoires fantastiques et de ce florilège de rappels au monde moderne développés ci-dessous, que l'on pourrait considérer alors comme autant d'éléments piochés par un petit Guybrush peu sensible aux anachronismes dans le décor réel des attractions au gré de ses errances.
Une série d'indices tendent à prouver que tout se joue dans l'imaginaire de l'enfant. Cependant, le 29 mai 2009, Ron Gilbert écrit sur sa page Twitter: « La fin de Monkey Island II ne doit pas être interprétée littéralement. C'est une métaphore. Ou peut être une comparaison. Je confonds les deux. »

#### Soutiens à cette hypothèse dansThe Secret of Monkey Island
(avril 2022).
- Si vous ne connaissez pas le sujet, laissez ce bandeau (vous pouvez alors contacter les auteurs).
- Si vous supprimez le contenu mis en cause (vous pouvez préalablement contacter les auteurs),

argumentez précisément cette suppression dans la page de discussion
(un manque de référence n'est pas un argument ; une recherche réelle de référence doit avoir été effectuée, être formellement documentée).
- Au début de cet épisode, Guybrush ne possède aucun passé ; nul ne sait comment il est arrivé, visiblement seul, sur cette île où personne ne le connaît : l'attraction commencerait donc.

- Afin de devenir un pirate (c'est-à-dire accéder à l'attraction suivante), il faut remplir certaines conditions : trouver un trésor, battre la Reine du Sabre et voler l' « idole aux mains nombreuses » du manoir du gouverneur. En réussissant les deux premières épreuves, Guybrush remporte deux T-shirts.

- Une porte fermée dans la ville est interdite aux personnes ne faisant pas partie du personnel.

- Les personnages sont tous très stéréotypés et anachroniques, et semblent pour certains jouer un rôle ou accomplir une tâche sans s'inquiéter du caractère surnaturel de certaines situations (par exemple, le calme du veilleur après l'enlèvement d'Elaine dans le premier épisode, tandis que le cuisinier est totalement attristé). Stan notamment ne peut par ailleurs pas appartenir au monde de la piraterie ; cet argument est néanmoins contestable, compte tenu du caractère loufoque des jeux.

#### Soutiens à cette hypothèse dansLechuck's Revenge
(avril 2022).
- Si vous ne connaissez pas le sujet, laissez ce bandeau (vous pouvez alors contacter les auteurs).
- Si vous supprimez le contenu mis en cause (vous pouvez préalablement contacter les auteurs),

argumentez précisément cette suppression dans la page de discussion
(un manque de référence n'est pas un argument ; une recherche réelle de référence doit avoir été effectuée, être formellement documentée).
- Guybrush a des difficultés folles à dire son âge face à la bibliothécaire de l'île de Phatt et cherche à donner une réponse « correcte ». Néanmoins, dans le scénario de l'épisode 2, ceci peut simplement se justifier par le fait que le pirate Guybrush Threepwood n'a pas encore tout à fait l'âge requis pour boire de l'alcool (plus de 21 ans) et doit obtenir de faux papiers.

- Les pirates de la plage de Scabb font griller des marshmallows, qui sont en fait le rembourrage du cache-œil d'un des pirates.

- Dans la prison de l'île de Phatt, Walt, un chien, tient dans sa gueule la clé de la cellule où est enfermée Guybrush. Or, il s'agit là d'une image fort connue de l'attraction de Disneyland Pirates des Caraïbes (ce détail est repris également dans le film Pirates des Caraïbes ; cet argument peut ne pas être retenu car Ron Gilbert avouera s'être inspiré de l'attraction pour construire le jeu).

- Dans le même ordre d'idées, l'arbre-maison de l'île de Booty est la copie conforme de l'attraction « la maison des Robinsons » telle qu'elle peut-être vue au Walt Disney World Resort.

- Dans l'île Dinky, Guybrush peut utiliser un téléphone accroché à un arbre et tombe sur Fester, un interlocuteur tout ce qu'il y a de plus contemporain, après avoir écouté un message pédagogique pré-enregistré lui rappelant de demander à ses parents avant de téléphoner.

- Lorsque Guybrush s'enferme dans la caisse pour être envoyé à la forteresse de LeChuck, ce sont des hommes de la maintenance habillés en tenue orange contemporaine qui viennent chercher la caisse.

- Le trésor de Big Whoop contient un ticket "E" de parc d'attractions.

- Les couloirs souterrains sont fournis en énergie électrique, comme en témoigne la lumière et l'ascenseur en état de marche.

- La machine à grog de Stan, défoncée après que Guybrush l'a percutée à la fin du premier épisode se retrouve dans un entrepôt, parmi des caisses de ballons et de fournitures diverses.

- Un ascenseur à matériel mène à la rue de Mêlée évoquée plus haut. Guybrush sort de l'ascenseur par une porte que l'on ne pouvait ouvrir dans le premier opus sans appartenir au personnel. Guybrush dit qu'il ne peut aller plus loin car la rue est en maintenance, des barrières jaunes et noires très contemporaines barrant le passage.

- Tout au bout des couloirs se trouvent une « salle d'attente pour les parents ayant perdu leurs enfants ». Deux squelettes attendent ici, et selon Guybrush, il s'agit de ses parents. Le crâne de son père, utilisé pour fabriquer la poupée vaudou de LeChuck, la fait fonctionner, ce qui indique que LeChuck est le frère de Guybrush[8].

- À la fin de l'épisode, Guybrush bat enfin LeChuck grâce à la poupée vaudou. Il lui retire son masque et avoue reconnaître son frère Chuckie. Un agent d'entretien à la tenue orange les interrompt et leur ordonne de sortir ; ils se retrouvent alors dans un parc d'attractions nommée Big Whoop, avec leurs parents.

Mais tandis qu'ils s'éloignent, les yeux de Chuckie s'éclairent d'une lumière surnaturelle, et Elaine, qui se révèle être la mère des deux enfants, se demande si Guybrush n'est pas tombé sous l'influence d'un sort vaudou. Ces deux derniers détails offrent une ouverture à un éventuel épisode 3, que Ron Gilbert ne réalisera pas du fait que Disney possède les droits de la franchise. La sortie de Return to Monkey Island, attendue courant 2022, devrait permettre à Ron Gilbert de pouvoir enfin livrer sa vision sur la fin du deuxième jeu et lui offrir une suite directe.

### Le Big Whoop
(avril 2022).
- Si vous ne connaissez pas le sujet, laissez ce bandeau (vous pouvez alors contacter les auteurs).
- Si vous supprimez le contenu mis en cause (vous pouvez préalablement contacter les auteurs),

argumentez précisément cette suppression dans la page de discussion
(un manque de référence n'est pas un argument ; une recherche réelle de référence doit avoir été effectuée, être formellement documentée).
Le Big Whoop (littéralement, le "grand cri") est la quête centrale de l'épisode 2, et un élément central de l'épisode 3. Il y est décrit comme un fabuleux trésor. Personne, parmi les personnages rencontrés par Guybrush, ne sait ce dont il s'agit réellement.
Les seuls à avoir dessiné une carte de l'île où repose le trésor sont le Capitaine Marley (grand-père d'Elaine Marley), Rapp l'Oignon, Rhum Rogers et Lindy le mousse, membres d'un même équipage. Ceux-ci divisèrent la carte en quatre parties et firent tout pour éviter qu'on ne la retrouve. Les rumeurs disaient que le trésor se trouvait sur une certaine "île d'Inky", qui n'existe pas. Il se trouve en réalité sur l'île Dinky (île des mignons), qui offre un passage vers un réseau souterrain bien mystérieux, qui permet notamment via un ascenseur de rejoindre la ville de Mêlée.
- Si l'on s'en tient exclusivement à l'Histoire de Monkey Island 2, le Big Whoop contient, dans la version originale, un ticket E de parc d'attractions (dans la version française, il s'agit d'un simple ticket de transport, ce qui crée une difficulté de compréhension). Dans cette hypothèse, le trésor de Big Whoop reste un « trésor », au sens figuré. Big Whoop n'est que le nom du parc d'attractions dans lequel deux enfants fantasment leurs aventures.

- Si l'on considère les quatre premiers épisodes, c'est LeChuck lui-même qui révèle ce qu'est le Big Whoop, durant la scène d'interrogatoire du chapitre V de l'opus 3 (Le baiser du Singe-Araignée) : le trésor n'est autre que l'entrée de l'enfer de la tête de singe géante. En effet, les souterrains ne sont qu'un passage entre l'île Dinky, l'île aux Singes et l'île de Mêlée. Le capitaine Marley et ses hommes ont vu LeChuck au moment où il rentrait en enfer et fut changé en fantôme, ce qui explique leur volonté de garder ce secret préservé. Il fera par la suite de Big Whoop un parc d'attractions attirant ainsi les pirates vers une mort certaine, lui permettant de grossir les rangs de son armée démoniaque. C'est dans ce parc que LeChuck entraînera Guybrush à la fin de Monkey Island 2 et le fera prisonnier quelque temps avant que celui-ci ne parvienne à s'enfuir miraculeusement. À noter que, dans cette interprétation, Big Whoop ne peut pas être le « secret de l'île aux Singes » : Guybrush a déjà eu l'occasion dans The Secret of Monkey Island de visiter l'entrée des enfers, et LeChuck ne pourrait pas affirmer « ignorer le secret de l'île aux Singes » durant l'interrogatoire de l'opus 3.